# 朱塞佩·切萨里
朱塞佩·切薩里（Giuseppe Cesari，1568年2月—1640年7月3日），又稱朱塞佩諾（Il Giuseppino），是一位意大利風格主義畫家。他被他的讚助人教宗克勉八世封為基督騎士（Cavaliere di Cristo），加上祖籍阿爾皮諾，因此又稱阿爾皮諾騎士（Cavaliere d'Arpino）。卡拉瓦喬年輕時曾在他的手下做過學徒。

## 生平

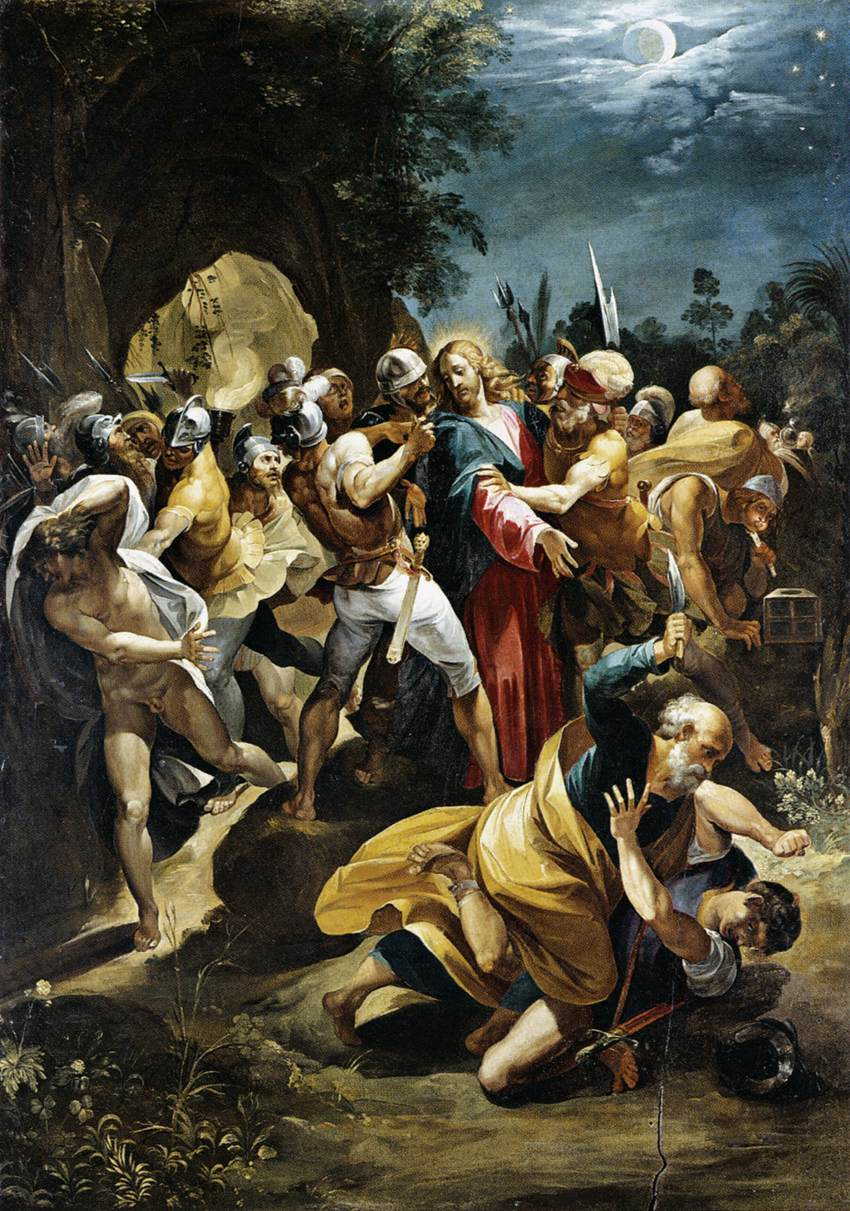
《基督被捕》，1597

他的父親穆齐奥·切薩里（Muzio Cesari）是阿爾皮諾人，但朱塞佩出生于羅馬。他曾在尼科洛·切爾奇尼亞尼手下做過學徒。1588至1589年在圣洛伦佐教堂完成了一幅大型壁畫，這是他最早的獨立作品。1589年6月28日接到聖瑪蒂諾修道院的邀請到那不勒斯繪製了聖瑪蒂諾修道院的天頂畫。1591年回到羅馬，繪製了肯塔瑞里小堂天頂。之後基本一直在羅馬工作。
他教過的人包括他的兩個兒子穆齐奥（1619–1676）和貝爾南迪諾（Bernardino，1703年去世）、比爾·弗朗西斯科·穆拉、圭多·阿巴蒂尼、卡拉瓦喬等等。

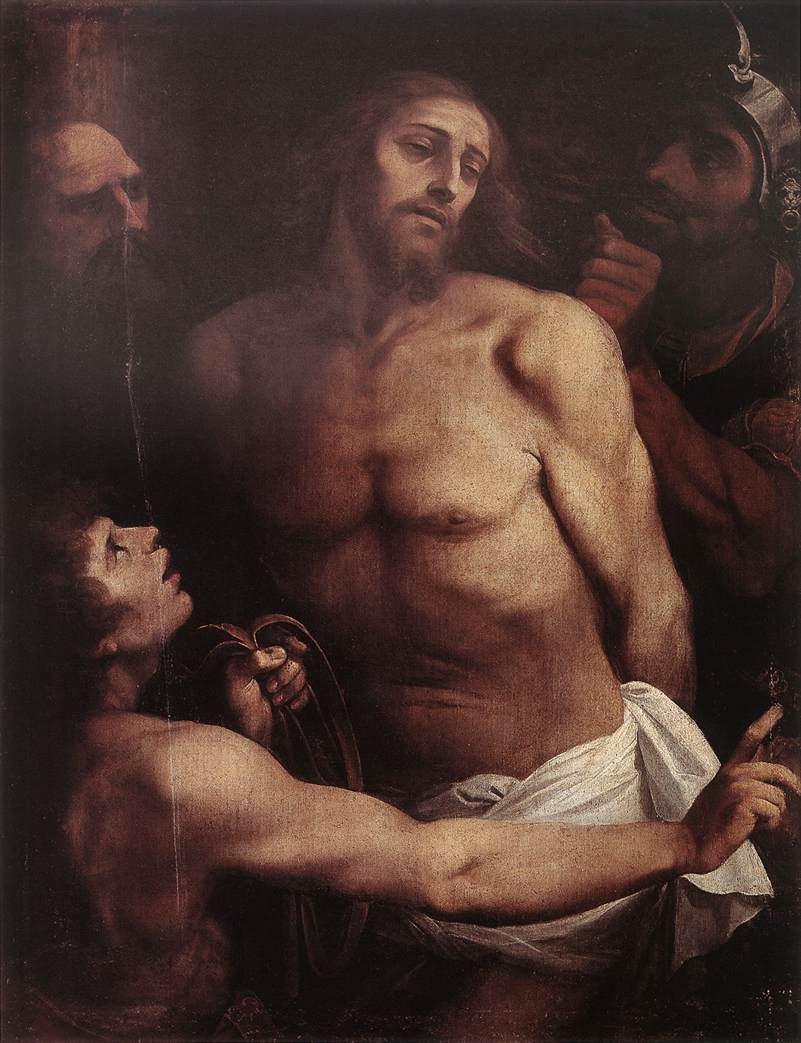
《基督受難》，年代不詳

## 擴展閲讀
- Gash, J. (1996). Caravaggio, in Turner, J. (ed). The Dictionary of Art. London: Macmillan
- Hobbes, James R. . T. & W. Boone, 29 Bond Street, London; Digitized by Googlebooks (2006) from Oxford library. 1849: 49.
- Chisholm, Hugh (编). .  (第11版). London: Cambridge University Press. 1911.

## 外部連接
- Biography （页面存档备份，存于） arte-argomenti.org （意大利文）